# Eremobium lineare
Eremobium lineare là một loài thực vật có hoa trong họ Cải. Loài này được (Delile) Boiss. mô tả khoa học đầu tiên năm 1867.